# Richard Dixon
Richard Travers Dixon (Sydney, Austràlia, 20 de novembre de 1865 - Falmouth, Cornualla, 14 de novembre de 1948) va ser un regatista britànic que va competir a començaments del segle xx.
Dixon va néixer a Austràlia, on el seu pare feia d'enginyer del ferrocarril. De ben jove es traslladà al Regne Unit i estudià a la Harrow School i a la Reial Acadèmia Militar de Woolwich, abans de ser enviat a la Royal Engineers el 1885.
El 1908 va prendre part en els Jocs Olímpics de Londres, on va guanyar la medalla d'or en la categoria de 7 metres del programa de vela. Dixon navegà a bord del vaixell Heroine junt a Norman Bingley, Charles Rivett-Carnac i Frances Rivett-Carnac.